# Carlo Gambacurta
Carlo Gambacurta (Roma, 1º gennaio 1912 – Roma, 11 gennaio 2001) è stato un ciclista su strada italiano.
Indipendente dal 1934 al 1938, partecipò a due edizioni del Giro d'Italia e a una Milano-Sanremo.

## Carriera
Gambacurta iniziò la sua carriera ciclistica nel 1927 nella categoria allievi, con la S.S. Ardita, ottenendo diversi piazzamenti. Nel 1928, sempre tra gli allievi, riportò cinque vittorie, tra le quali il campionato laziale di categoria.
Nel 1929, passato Dilettante di V categoria con l'A.S. Monti di Roma, vinse nove gare tra cui la Roma–Formia (prova di campionato laziale assoluto), Coppa Gatta, Coppa Genzano e il Gran Premio Monti. Nel 1930, passato tra i dilettanti di IV categoria, ottenne una decina di vittorie, tra le quali il campionato laziale assoluto, la Coppa Città d'Ascoli, la Coppa Genzano ed il Gran Premio Monti. Nel 1931, dilettante di III categoria, ripeté i successi dell'anno precedente, vincendo ancora il Gran Premio Monti e, tra le altre, Coppa Orlando Pace, Roma-Acquapendente, Targa Di Giuliano e il titolo di campione laziale dilettanti di III categoria. Nel 1932 all'esordio tra i dilettanti, ottenne sei vittorie e, tra queste, il Gran Premio d'Apertura a Napoli, il Gran Premio Monti, il Criterium Arzanese e la Roma-Ascoli Piceno, prova di selezione del campionato del mondo.
Chiamato alle armi nel 1933, riprese le gare nel 1934 tesserato nella categoria indipendenti, partecipando a Giro di Toscana, Giro del Lazio, Gran Premio dei Cesari (Rimini-Roma in due tappe) e in diverse altre gare. Nel 1935, tornato a gareggiare tra i dilettanti nelle file del Gruppo Sportivo Dopolavoro Lavoro Fascista, vinse il Gran Premio Forza e Coraggio Macao (gara d'apertura del calendario laziale); poi, nuovamente tesserato come indipendente, prese parte al Giro d'Italia ove però fu costretto all'abbandono durante la seconda tappa per problemi di salute. Prese parte a varie altre gare riservate a corridori professionisti e indipendenti e al Giro delle Quattro Provincie del Lazio, dove si classificò terzo nell'ultima tappa vinta da Costante Girardengo.
Nel 1936 riportò l'ottavo posto nel campionato italiano dilettanti a Parma e la vittoria nella Coppa Iridio Mantovani, vinta per distacco sui fratelli Taddei (Ernesto ed Edoardo), Carmine Montuori, Quirino Toccaceli, Mario Ricci e Adolfo Leoni. Nel 1937, sempre nella categoria indipendenti, partecipò alla Milano-Sanremo, concludendola al ventesimo posto, e al Giro d'Italia, ritirandosi.
Il 29 agosto 1938, Gambacurta chiuse la carriera ciclistica aggiudicandosi, con i colori rossoverdi del G.S. MATER, la vittoria nella Coppa Città di Acquapendente, ultima corsa cui prese parte. Alcuni mesi prima, il 1º maggio, piazzandosi secondo nel Circuito Valle del Liri si era aggiudicato il titolo di campione laziale per la categoria Indipendenti.

## Palmarès
- 1929 (dilettanti)

Gran Premio Monti
- 1930 (dilettanti)

Gran Premio Monti
- 1931 (dilettanti)

Gran Premio Monti
- 1932 (dilettanti)

Gran Premio Monti
Roma-Ascoli Piceno
- 1935 (G.S. Dopolavoro Lavoro Fascista)

Gran Premio Forza e Coraggio Macao
- 1938 (G.S. MATER)

Campionato laziale, Prova Indipendenti
Coppa Città di Acquapendente

## Piazzamenti

### Grandi Giri
- Giro d'Italia

1935: ritirato (2ª tappa)
1937: ritirato (11ª tappa)

### Classiche monumento
- Milano-Sanremo

1937: 20º